# Campeonato Brasileiro Série B 1988
Il Campeonato Brasileiro Série B 1988 è stata l'undicesima edizione del Campeonato Brasileiro Série B e vide la vittoria dell'Inter de Limeira.

## Partita decisiva
| Limeira 11 febbraio 1989 | Inter de Limeira | 2 – 1 | Náutico | Limeirão |

## Classifica
| Classifica | Classifica          | Classifica | Classifica | Classifica | Classifica | Classifica | Classifica | Classifica | Classifica |
| Squadra | Squadra             | Pt         | G          | V          | N          | P          | GF         | GS         | DR         |
| --- | ------------------- | ---------- | ---------- | ---------- | ---------- | ---------- | ---------- | ---------- | ---------- |
| 1. | Inter de Limeira    | 66         | 29         | 16         | 10         | 3          | 46         | 25         | +21        |
| 2. | Náutico             | 58         | 29         | 15         | 8          | 6          | 39         | 27         | +12        |
| 3. | Ponte Preta         | 48         | 26         | 12         | 8          | 6          | 36         | 22         | +14        |
| 4. | Americano           | 37         | 26         | 9          | 9          | 8          | 25         | 26         | -1         |
| 5. | Joinville           | 41         | 22         | 9          | 9          | 4          | 27         | 20         | +7         |
| 6. | Caxias              | 37         | 22         | 10         | 5          | 7          | 31         | 24         | +7         |
| 7. | Valeriodoce         | 34         | 22         | 8          | 6          | 8          | 28         | 28         | 0          |
| 8. | Operário-MS         | 34         | 22         | 8          | 7          | 7          | 26         | 28         | -2         |
| 9. | América-MG          | 27         | 16         | 7          | 4          | 5          | 17         | 10         | +10        |
| 10. | Fluminense de Feira | 24         | 14         | 5          | 6          | 3          | 12         | 8          | +4         |
| 11. | Botafogo-SP         | 22         | 16         | 5          | 5          | 6          | 15         | 15         | 0          |
| 12. | Avaí                | 21         | 16         | 5          | 5          | 6          | 18         | 16         | +2         |
| 13. | Atl. Goianiense     | 21         | 16         | 6          | 3          | 7          | 23         | 23         | 0          |
| 14. | Catuense            | 19         | 16         | 4          | 5          | 7          | 19         | 23         | +4         |
| 15. | Juventude           | 15         | 16         | 3          | 3          | 10         | 8          | 21         | -13        |
| 16. | Ceará               | 11         | 10         | 2          | 3          | 5          | 6          | 12         | -6         |
| 17. | Grêmio Maringá      | 14         | 10         | 3          | 3          | 4          | 7          | 13         | -6         |
| 18. | Londrina            | 12         | 10         | 3          | 2          | 5          | 8          | 13         | -5         |
| 19. | Juventus-SP         | 12         | 10         | 2          | 4          | 4          | 9          | 9          | 0          |
| 20. | Central-PE          | 11         | 10         | 1          | 5          | 4          | 3          | 8          | -5         |
| 21. | Pelotas             | 10         | 10         | 2          | 3          | 5          | 8          | 12         | -4         |
| 22. | Treze               | 8          | 10         | 1          | 4          | 5          | 7          | 12         | -7         |
| 23. | Uberlândia          | 8          | 10         | 1          | 3          | 6          | 9          | 15         | -6         |
| 24. | Rio Branco-ES       | 7          | 10         | 1          | 2          | 7          | 6          | 23         | -17        |
| Pt - Punti; G – Giocate; V - Vinte; N - Nulle; P - Perse; GF – Gol fatti; GS – Gol subiti; DR – Differenza reti |                     |            |            |            |            |            |            |            |            |

Leggenda
|  |                                         |
|  | Campione e promosso in Série A 1989     |
|  | vicecampione e promosso in Série A 1989 |

## Campione
| Campione del Campeonato Brasileiro Série B 1988 |
| ----------------------------------------------- |
| Associação Atlética Internacional (1º titolo)   |